# 史密斯頓鎮區 (伊利諾伊州聖克萊爾縣)
史密斯頓鎮區（英語：Smithton Township）是位於美國伊利諾伊州聖克萊爾縣的一個行政鎮區。

## 地方資料
根據2010年美國人口普查的數據，史密斯頓鎮區的面積為85.20平方千米，當中陸地面積為83.60平方千米，而水域面積為1.60平方千米。當地共有人口4225人，而人口密度為每平方千米49.59人。